# Berazategui
Berazategui ist eine argentinische Stadt im Südosten von Gran Buenos Aires und zugleich Hauptstadt der gleichnamigen Verwaltungseinheit Partido Berazategui.
Die Stadt hat 167.498 Einwohner (2001), liegt etwa zwei Kilometer vom Westufer des Río de la Plata entfernt und wird als Nationale Glas-Hauptstadt wegen der vielen Betriebe dieses Erwerbszweiges bezeichnet.

## Söhne und Töchter der Stadt
- Cacho Tirao (1941–2007), Gitarrist und Komponist folkloristischer Musik
- Darío Benedetto (* 1990), Fußballspieler

## Weblinks

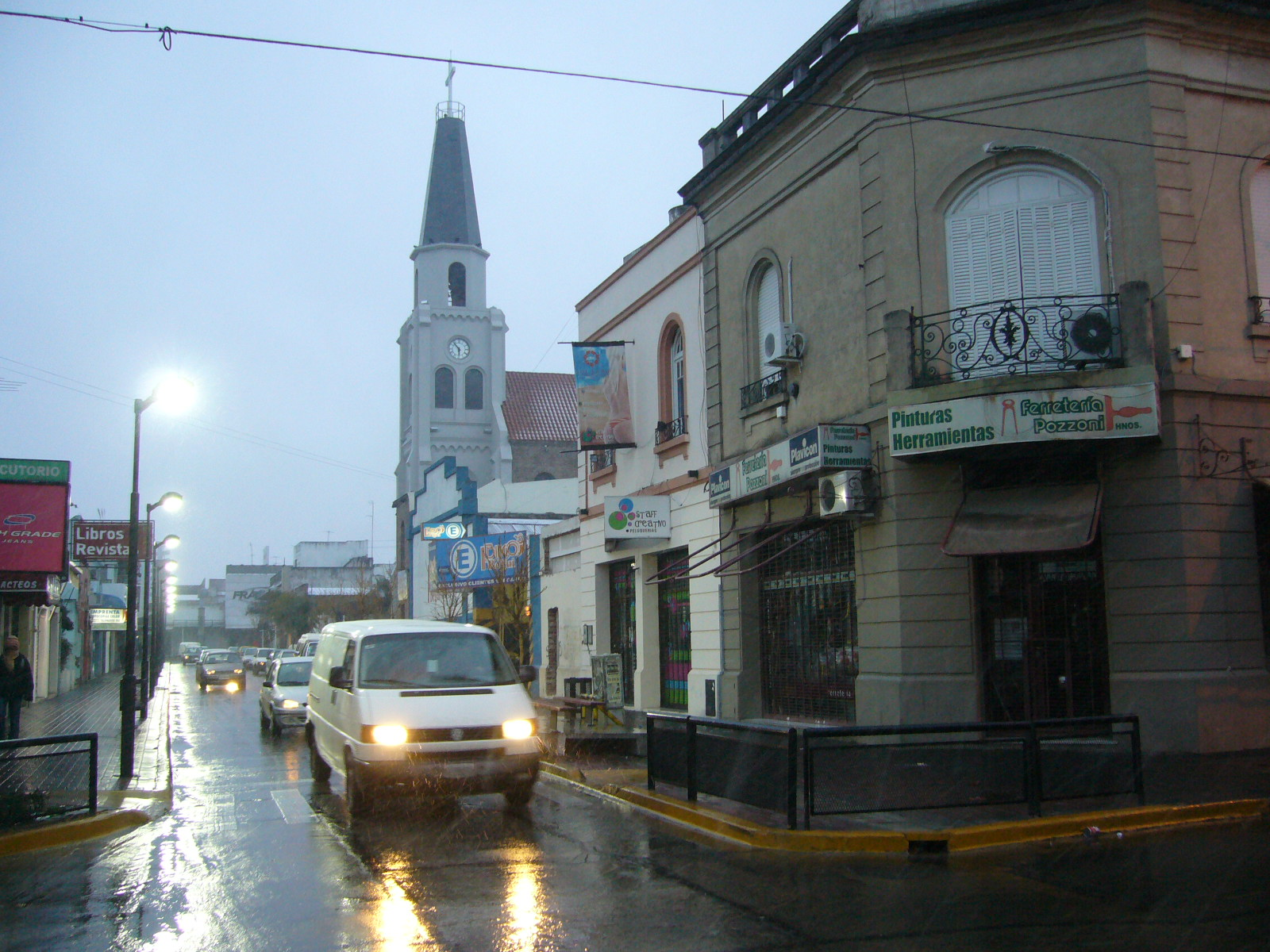
Stadtzentrum im Winter

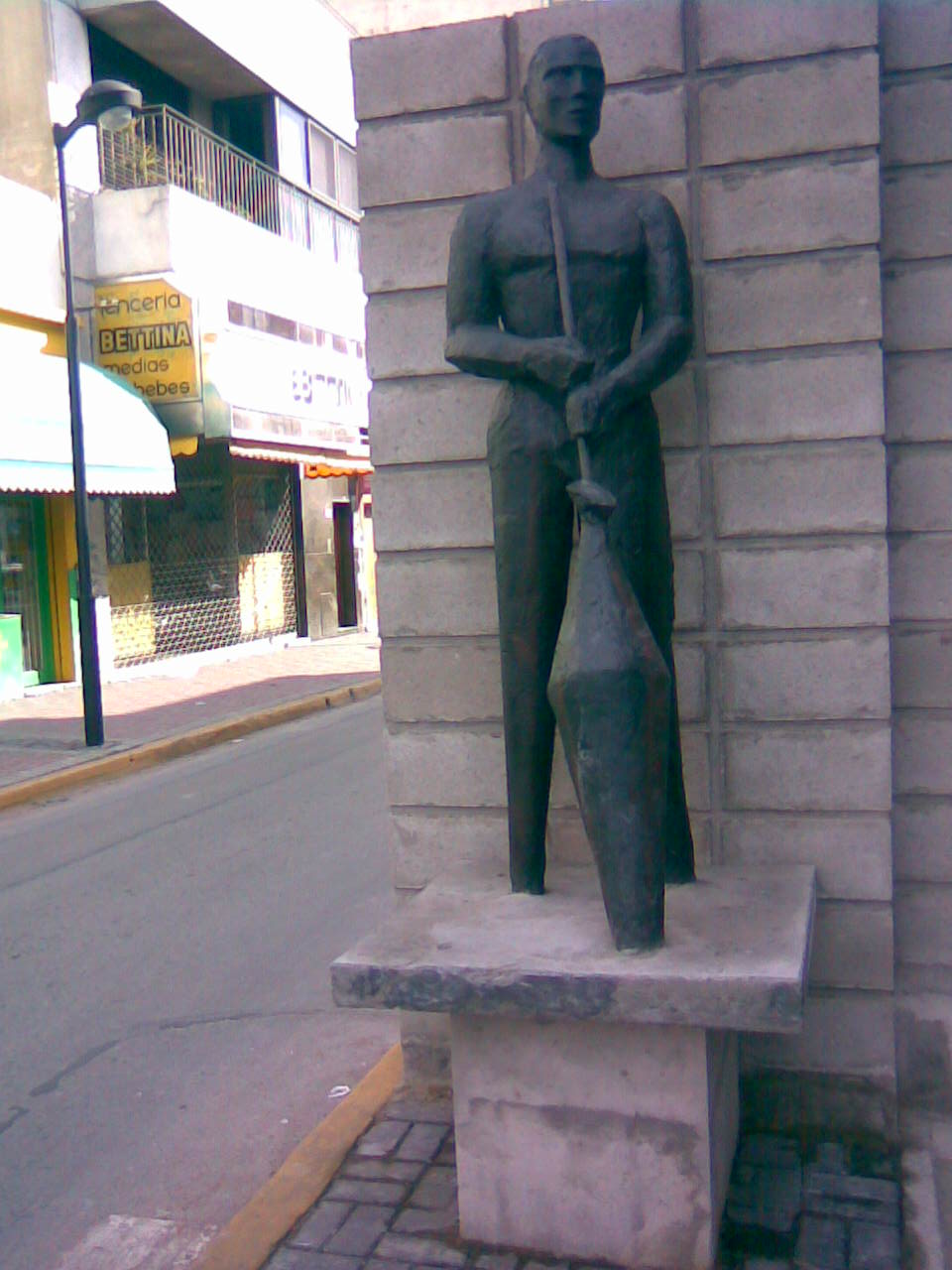
Glasarbeiter-Denkmal